# Euplexia albiclausa
Euplexia albiclausa är en fjärilsart som beskrevs av W. Warren 1916. Euplexia albiclausa ingår i släktet Euplexia och familjen nattflyn. Inga underarter finns listade i Catalogue of Life.